# Судилківська сільська рада
Суди́лківська сільська́ ра́да — адміністративно-територіальна одиниця та орган місцевого самоврядування в Шепетівському районі Хмельницької області. Адміністративний центр — село Судилків.

## Загальні відомості
Судилківська сільська рада утворена в 1937 році.
- Територія ради: 13,342 км²
- Населення ради: 7 253 особи (станом на 2001 рік)

## Населені пункти
Сільській раді підпорядковані населені пункти:
- с. Судилків
- с. Білокриниччя
- с. Климентовичі
- с. Лозичне
- с. Рудня-Новенька

## Склад ради
Рада складається з 30 депутатів та голови.
- Голова ради: Балінська Галина Іванівна
- Секретар ради: Котик Тетяна Миколаївна

### Керівний склад попередніх скликань
| Прізвище, ім'я, по батькові | Основні відомості                                                 | Дата обрання | Дата звільнення |
| --------------------------- | ----------------------------------------------------------------- | ------------ | --------------- |
| Тимошишин Василь Лукич      | Сільський голова, 1947 року народження, безпартійний              | 26.03.2006   | 31.10.2010      |
| Балінська Галина Іванівна   | Сільський голова, 1960 року народження, освіта вища, позапартійна | 31.10.2010   |                 |

Примітка: таблиця складена за даними сайту Верховної Ради України

### Депутати
За результатами місцевих виборів 2010 року депутатами ради стали:

#### За суб'єктами висування
| Суб'єкт висування | Кількість обраних депутатів | %    |
| ----------------- | --------------------------- | ---- |
| Самовисування     | 26                          | 86,7 |
| Народна партія    | 2                           | 6,7  |
| Партія регіонів   | 2                           | 6,7  |

#### За округами
| № округу        | Прізвище, ім'я, по батькові       | Дата визнання обраним | Освіта             | Партійна приналежність                        | Відомості про обраного депутата                                        |
| --------------- | --------------------------------- | --------------------- | ------------------ | --------------------------------------------- | ---------------------------------------------------------------------- |
| Народна Партія  |                                   |                       |                    |                                               |                                                                        |
| 1               | Андрощук Людмила Іванівна         | 02.11.2010            | вища               | позапартійна                                  | Судилківський ДНЗ, вихователь                                          |
| 25              | Токмакова Людмила Владиславівна   | 02.11.2010            | середня спеціальна | позапартійна                                  | Судилківська загальноосвітня школа І-ІІІ ст., медсестра                |
| Партія регіонів |                                   |                       |                    |                                               |                                                                        |
| 7               | Грицай Галина Михайлівна          | 02.11.2010            | середня спеціальна | позапартійна                                  | Судилківська сільська рада, спеціаліст з питань бухгалтерського обліку |
| 10              | Денищук Валентина Степанівна      | 02.11.2010            | вища               | позапартійна                                  | Судилківська сільська рада, бухгалтер                                  |
| Самовисування   |                                   |                       |                    |                                               |                                                                        |
| 2               | Артерчук Петро Анатолійович       | 02.11.2010            | середня спеціальна | позапартійний                                 | Мед. Пункт ПЧ-18, завідувач                                            |
| 3               | Безулий Олександр Миколайович     | 02.11.2010            | середня спеціальна | член Всеукраїнського об’єднання "Батьківщина" | СДПЧ-6                                                                 |
| 4               | Бігун Юрій Володимирович          | 02.11.2010            | середня спеціальна | член Всеукраїнського об’єднання "Батьківщина" | приватний підприємець                                                  |
| 5               | Болюх Сергій Дмитрович            | 02.11.2010            | вища               | член Всеукраїнського об’єднання "Батьківщина" | ТОВ “Овочевий дім Поділля", заступник директора                        |
| 6               | Верхогляд Іван Григорович         | 02.11.2010            | вища               | позапартійний                                 | пенсіонер                                                              |
| 8               | Грицай Микола Миколайович         | 02.11.2010            | середня спеціальна | член Всеукраїнського об’єднання "Батьківщина" | ВАТ “Шепетівський м’ясокомбінат"                                       |
| 9               | Гунько Володимир Миколайович      | 02.11.2010            | середня спеціальна | член Всеукраїнського об’єднання "Батьківщина" | приватний підприємець                                                  |
| 11              | Довбня Віктор Володимирович       | 02.11.2010            | середня спеціальна | позапартійний                                 | ПП “Врожай — Агро 1", заступник директора                              |
| 12              | Заєць Воодимир Олександрович      | 02.11.2010            | середня            | член Всеукраїнського об’єднання "Батьківщина" | приватний підприємець                                                  |
| 13              | Кацюрина Василь Володимирович     | 02.11.2010            | середня спеціальна | позапартійний                                 | охоронець                                                              |
| 14              | Ковальський Олександр Семенович   | 02.11.2010            | середня спеціальна | член Всеукраїнського об’єднання "Батьківщина" |                                                                        |
| 15              | Колесник Микола Дмитрович         | 02.11.2010            | середня спеціальна | позапартійний                                 | ВЧД - 6                                                                |
| 16              | Коновалов Віктор Євгенійович      | 02.11.2010            | середня спеціальна | член Всеукраїнського об’єднання "Батьківщина" | ШВК - 98                                                               |
| 17              | Котик Тетяна Миколаївна           | 02.11.2010            | вища               | позапартійна                                  | Судилківська сільська рада                                             |
| 18              | Лінник Юрій Петрович              | 02.11.2010            | середня спеціальна | позапартійний                                 | ВАТ “Шепетівський м’ясокомбінат", водій                                |
| 19              | Магдюк Любов Олександрівна        | 02.11.2010            | вища               | позапартійна                                  |                                                                        |
| 20              | Михальчук Юрій Григорович         | 02.11.2010            | середня спеціальна | член Всеукраїнського об’єднання "Батьківщина" | В/Ч                                                                    |
| 21              | Мугиль Людмила Володимирівна      | 02.11.2010            | вища               | член Всеукраїнського об’єднання "Батьківщина" | приватний підприємець                                                  |
| 22              | Нестерук Алла Анатоліївна         | 02.11.2010            | середня спеціальна | позапартійна                                  | Шепетівська ЦРЛ, молодша медсестра                                     |
| 23              | Островський Валерій Володимирович | 02.11.2010            | вища               | позапартійний                                 | пенсіонер                                                              |
| 24              | Попов Руслан Сергійович           | 02.11.2010            | середня спеціальна | член Всеукраїнського об’єднання "Батьківщина" | водій                                                                  |
| 26              | Фещин Василь Васильович           | 02.11.2010            | середня спеціальна | позапартійний                                 | приватний підприємець                                                  |
| 27              | Фещин Дмитро Васильович           | 02.11.2010            | середня спеціальна | член Всеукраїнського об’єднання "Батьківщина" |                                                                        |
| 28              | Фещина Інна Василівна             | 02.11.2010            | вища               | член Всеукраїнського об’єднання "Батьківщина" | приватний підприємець                                                  |
| 29              | Ханич Микола Миколайович          | 02.11.2010            | середня спеціальна | позапартійний                                 | Шепетівська дистанція колії, електромонтер                             |
| 30              | Шуляк Віталій Леонідович          | 02.11.2010            | середня спеціальна | позапартійний                                 | ВЧ А-2007                                                              |